# Prezzo di emissione
In finanza il prezzo di emissione o anche valore di emissione, è il prezzo richiesto ai sottoscrittori all'atto del collocamento dei titoli su un mercato primario e può essere:
- Alla pari: se il prezzo di emissione è uguale al valore nominale
- Sotto la pari: se il prezzo di emissione è minore del valore nominale
- Sopra la pari: se il prezzo di emissione è maggiore del valore nominale

## Descrizione
Generalmente viene espresso in percentuale, infatti viene riferito a 100 (cento) € di valore nominale.
Si ricava da una proporzione.
(E.G.) Sia 10.000 il valore nominale e 97.50% il prezzo di emissione. Allora:
| Valore Nominale % | : | Prezzo di Emissione % | = | Valore Nominale | : | Prezzo di Emissione |
| 100               | : | 97,50                 | = | 10000           | : | X                   |

da cui:  X = (10000*97,50)/100 = 9750,00 € (prezzo di emissione)